# شركة جيرسان
جيرسان هي شركة تركية لتصنيع الأسلحة النارية ، تركز بشكل أساسي على تصنيع المسدسات. يتم استخدام أسلحتها النارية في جميع أنحاء العالم من قبل المدنيين والشرطة والجيوش.

## التصنيع
يتخصص جيرسان في الهندسة العكسية لبنادق الشركات المصنعة الأخرى ثم يغير التصميم قليلاً. الموزعون في الولايات المتحدة هم شيبا للأسلحة النارية و مستودع الأسلحة الأمريكية الأوروبية و زينيث . تستورد شيبا للأسلحة النارية و خطوط M9 و MC14 و MC27 من جيرسان. تقدم شركة مستودع الأسلحة الأمريكية الأوروبية خطوط MC1911 و MC28SA و Regard. تحمل زينيث خطوط MC14 و MC28 و ريجارد.

## وصلات خارجية
- موقع الشركة الرسمي